# Депо Ручьи (платформа)
Депо Ручьи — служебный остановочный пункт в границах станции Ручьи, находящийся в Калининском районе Санкт-Петербурга, действующий для сотрудников находящегося рядом пункта технического обслуживания локомотивов «Ручьи».

## История
В 1960—1965 годах велась перестройка разъезда Ручьи в крупную сортировочную станцию для обслуживания правобережной части Ленинградского железнодорожного узла. В рамках строительства на станции был организован пункт технического обслуживания локомотивов, находившийся в стороне от городского транспорта и существовавших платформ для пригородных поездов, поэтому для доставки сотрудников на место работы была построена короткая высокая посадочная платформа.
На 2022 год проведён капитальный ремонт платформ.

## Описание
Остановочный пункт расположен на 7 километре от Финляндского вокзала. На станции имеется 2 короткие (на одну дверь) платформы старого типа и наземный пешеходный переход. Поезда имеют остановку только по требованию, на большинстве современных маршрутных карт платформа не отмечается. Выход и посадка в поезд осуществляются через рабочий тамбур первого вагона электропоезда при предъявлении служебного удостоверения.
- Старая посадочная платформа
- ЭТ2Л проследует платформу без остановки в сторону платформы Новая Охта
- ВЛ10 и 3ЭС4К в депо у платформы